# Beqir Musliu
Beqir Musliu, född 1945, död 1996, var en albansk författare.
Beqir Musliu studerade albanskspråkig litteratur och albanska språket vid universitet i Pristina. Han arbetade sedan som journalist. Musliu publicerade sin poesi för första gången 1962 men är mest ihågkommen för sin prosa och sina pjäser.